# Агесилай (Ксенофонт)
Агесилай (др.-греч. Αγησίλαος) — произведение древнегреческого писателя и историка афинского происхождения, полководца и политического деятеля Ксенофонта. Написано между 358 (год смерти Агесилая) и 356 годами до н. э. (год смерти Ксенофонта). Небольшое сочинение, состоит из 11 глав и представляет собою панегирик или некролог спартанскому царю Агесилаю II, казавшемуся Ксенофонту олицетворением идеала человека и полководца.

## Содержание 11-ти глав
В первых двух главах Ксенофонт описывает жизнь Агесилая. При этом он подчёркивает победы Агесилая и обходит битву при Левктрах, поскольку царь Спарты в то время был болен и не мог участвовать в военном походе. Битва закончилась поражением Спарты, в результате предательства её союзников и численного превосходства её врага, фиванцев
В последующих главах Ксенофонт описывает различные случаи из жизни Агесилая, наделяя его качествами идеального полководца, правителя и человека.

## Публикации текста
- Агесилай [Текст] / Перевод В. Г. Боруховича // Киропедия / Ксенофонт; издание подготовили В. Г. Борухович, Э. Д. Фролов; ответственный редактор С. Л. Утченко. — М. : Наука, 1976. — Дополнения. — С. 218—239. — 335 с. — (Литературные памятники / Академия наук СССР; председатель ред. коллегии Д. С. Лихачёв).